# Ford Model N
La Ford Model N è una vettura prodotta dalla Ford.
Venne introdotta nel 1906 per sostituire la Model A, la Model C e la Model F. Era dotata di un motore quattro cilindri in linea che forniva 15 hp (11 kW). Il motore era anteriore mentre la trazione era posteriore. L'interasse della vettura era di 213 cm (84 in).
Il modello riscosse un buon successo e quando la produzione terminò, nel 1908, ne erano state prodotte 7.000. Il prezzo di vendita era di 500 dollari, una cifra per l'epoca non molto elevata. Come optional erano disponibili i fari a gas e una capote.